# Ускут (река)
Уску́т (также Айсхар-Езень, Ак-Фортла, Алагат-Узень, Ускют-Озень-Айшар, Акфортла; укр. Ускут, крымскотат. Üsküt, Ускют) — река на юго-восточном берегу Крыма, на территории большой Алушты Крыма. 

## Описание
Длина реки 12,7 километра, площадь водосборного бассейна — 75,1 км², среднемноголетний сток на гидропосте Приветное, составляет 0,11 м³/сек (в устье 0,09 м³/сек). Уклон реки — 45,5 м/км.
Начало реки находится ниже перевала Кок-Асан-Богаз, на юго-восточном склоне Караби-яйлы Главной гряды Крымских гор (в некоторых источниках у перевала Алакат-Богаз). Николай Рухлов в книге 1915 года «Обзор речных долин горной части Крыма» описывал несколько источников: Хыз-Кая Чокрак с дебетом на 1913 год 5695 вёдер в сутки, несколько мелких, дающих в сумме 18700 вёдер и самый крупный — Деликташ с дебетом 50705 вёдер и температурой воды 12,1 °C. В настоящее время известно несколько родников Деликташ: описанный Рухловым, или Юхары-Деликташ, Ашага-Деликташ и малые Деликташ-2 и Деликташ-3.
Ускут протекает в меридиональном направлении с севера на юг, водный режим характеризуется периодическим стоком, вызванным дождями и осенне-весенним снеготаянием — в 1905 году после ливня потоком реки было уничтожено 50 десятин садов. Река образует небольшую плодородную долину, в верхней части низвергаясь небольшими водопадами, имеющую ещё и второе название — Карасубазарская балка — из-за проходящей по ней древней дороги с морского побережья в Карасубазар. На реке расположено крупное село Приветное.

У реки, согласно справочнику «Поверхностные водные объекты Крыма», 17 безымянных притоков, длиной менее 5 километров, в 1,8 км от устья впадает единственный значительный — Арпат. Кроме него известны маловодные (временные) притоки-овраги: левая балка Котла с одноимённым источником, Алакат, начинающийся из родника Вересь-Чокрак у перевала Алакат-Богаз и Ставлухар, текущий от перевала Каллистон. Справа, на северной окраине Приветного, впадает Туакская балка. Водоохранная зона реки установлена в 50 м.
- Река в селе Ускут, левый берег, 1915 год.

### Селевая активность
Река селеопасна. Сели в долине проходят периодически с разной интенсивностью. В годы наблюдений крупные сели отмечены в 1948, 1955, 1960 годах.
Значительные разрушения были вызваны селевым паводком в ночь на 13 июня 1948 года в долине реки Ускут у села Приветного. В устье образовалась коса, а береговая линия сместилась в море на 40 м, вследствие чего причал оказался на суше. Селевым потоком были занесены значительные площади виноградников.
Обследование, проведенное в 1955 году показало, что в бассейне р. Ускут занесены селевыми отложениями мощностью до 3 м виноградные плантации. Этот селевой паводок наблюдался и в бассейне Чабан-Кале. 
В 1960 году селевые паводки прошли в бассейнах рек Ускута и Шелена, в результате были разрушены земляные дамбы и повреждены виноградники.
На овраге Урсуглу (приток реки Ускут) была перенесена на 33 м глыба размером 1.7 х 1,7 х 1,6 м.